# Педро Абарка Аранда
Педро Пабло Абарка де-Болеа, 10-й граф Аранда (ісп. Pedro Pablo Abarca de Bolea, conde de Aranda; 21 грудня 1718 — 9 січня 1798) — іспанський військовик, дипломат і політик, виконував обов'язки глави уряду країни протягом 1792 року.

## Життєпис
Вивчав теологію в Болоньї та Римі. 1737 року вступив до військової академії в Пармі. За три роки отримав звання капітана. Брав участь у війні за австрійську спадщину. 1743 року зазнав важкого поранення та вийшов у відставку. Багато подорожував Європою: відвідав Пруссію, де вивчав військову справу, Францію, де познайомився з Дідро, Вольтером і д'Аламбером, Італію й Велику Британію.
1755 року повернувся на службу та був призначений послом у Португалії. 1757 року отримав пост головнокомандувача артилерії. Після вступу на престол короля Карла III став послом при дворі польського короля Августа III. Після повернення на батьківщину 1762 року отримав пост головнокомандувача іспанських військ у португальському поході (1761—1763): на початку походу Аранда захопив Алмейду, втім потім іспанці зазнали низки поразок від англійців, які приули на допомогу Португалії. 1763 року був призначений на посаду генерал-капітана провінції Валенсія.
У березні 1766 року Аранда придушив повстання в Мадриді. Король Карл III у вдячність призначив його генерал-капітаном Кастилії. У той період він намагався обмежити владу духовенства й інквізиції. Також мав на меті проведення аграрної реформи. 1773 року під впливом домініканців Аранда був усунутий від посади та призначений послом у Франції (до 1787). Його головною заслугою на тому посту було укладення 1783 вигідного для Іспанії Паризького миру з Великою Британією.
28 лютого 1792 року був тимчасово призначений на пост державного секретаря, а вже 15 листопада того ж року його замінив улюбленець королеви Мануель Годой. Після цього Аранда отримав пост голови Державної ради. Виступав проти війни з революційною Францією. Внаслідок своєї ворожнечі з Годоєм Аранда 14 березня 1794 року був засланий до Хаена в Андалусії. 1795 року йому було дозволено виїхати до власного маєтку.